# Pietro Trương Văn Thi
Pietro Trương Văn Thi (Ké-So, 1763 – Hanoi, 21 dicembre 1839) è stato un presbitero vietnamita.
Cristiano di nascita, divenne sacerdote e fu incriminato dopo aver aiutato il suo correligionario e sacerdote Andrea Dũng Lạc, con il quale subì il martirio. Pietro è ricordato dalla Chiesa cattolica insieme ad Andrea il 24 novembre.

## Biografia
Nacque da una povera famiglia vietnamita nella provincia di Hanoi. Catechista molto bravo, fu avviato al sacerdozio e ordinato prete il 22 marzo 1806. Parroco nel paese natale, ospitò il collega Andrea Dũng Lạc. Ciò fece sorgere nel mandarino locale, pagano, l'idea di imprigionare i due per ottenere un riscatto dai fedeli. In un primo tempo il riscatto servì solo a liberare il collega ospite, ma la situazione evolvette sfavorevolmente ad entrambi: Andrea fu arrestato ad Hanoi ove fu inviato prigioniero anche Pietro. Rifiutatisi entrambi di abiurare la loro fede, furono condannati alla decapitazione.

## Culto
Pietro fu dichiarato beato da papa Leone XIII nel 1900 e santo da papa Giovanni Paolo II nel 1988. Pietro è ricordato dalla Chiesa cattolica insieme ad Andrea e tutti i martiri del Vietnam il 24 novembre.